# Sidste kapitel - om aldringens vilkår
Sidste kapitel - om aldringens vilkår er en dokumentarfilm instrueret af Gunvor Bjerre efter eget manuskript.

## Handling
Forfatteren, lægen og samfundsdebattøren Tage Voss er trods sine 90 år stadig knivskarp i hovedet og i pennen. Med morbid humor og usentimental realisme – men også med vemod – fortæller han til instruktøren Gunvor Bjerre og sit barnebarn Susanne om hvordan kroppens hylster forfalder, om sanserne, der kun er et fjernt minde, om hvordan hjemmets forfald langsomt sniger sig ind på ham, ikke mindst musene, der kommer ind allevegne i hans lille hus på Falster.